# Jorge Oteiza
Pour les articles homonymes, voir Oteiza (homonymie).
Jorge Oteiza, né le 21 octobre 1908 à Orio et mort le 9 avril 2003  à Saint-Sébastien, est un sculpteur mais aussi écrivain et designer basque espagnol.

## Biographie

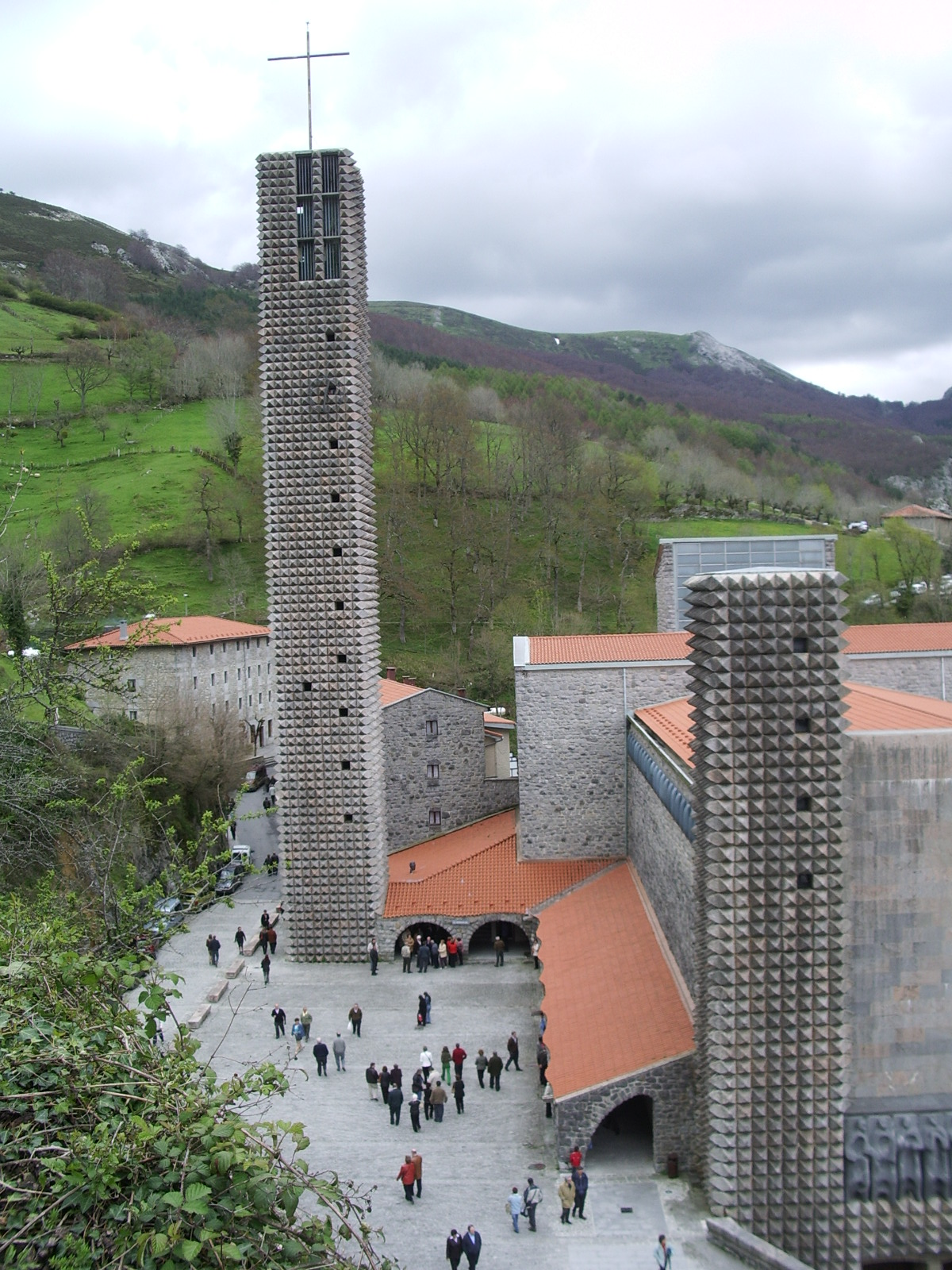
Sanctuaire d'Arantzazu à Ognate Guipuscoa

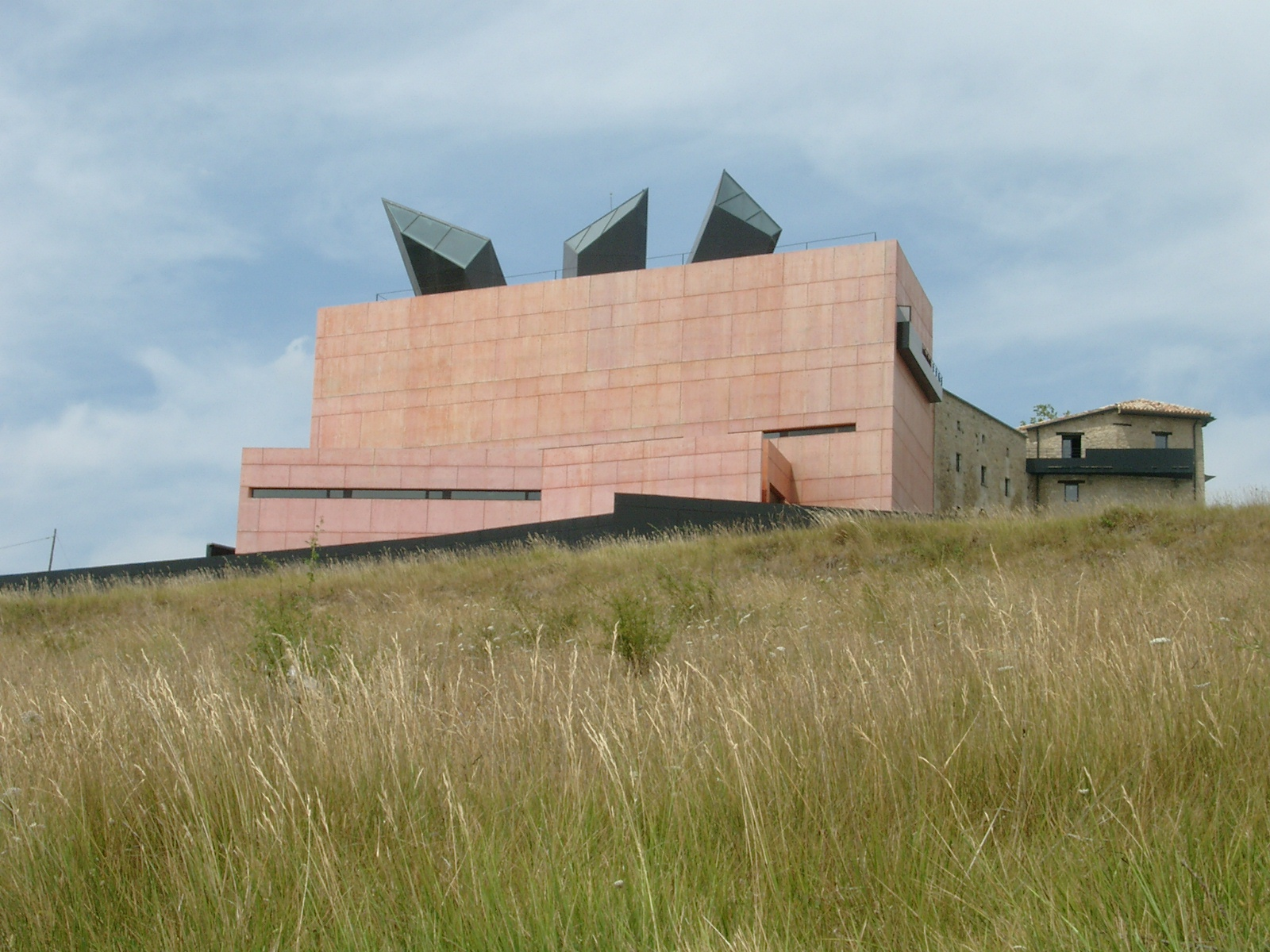
Musée d'Oteiza à Altzuza (Egüés)

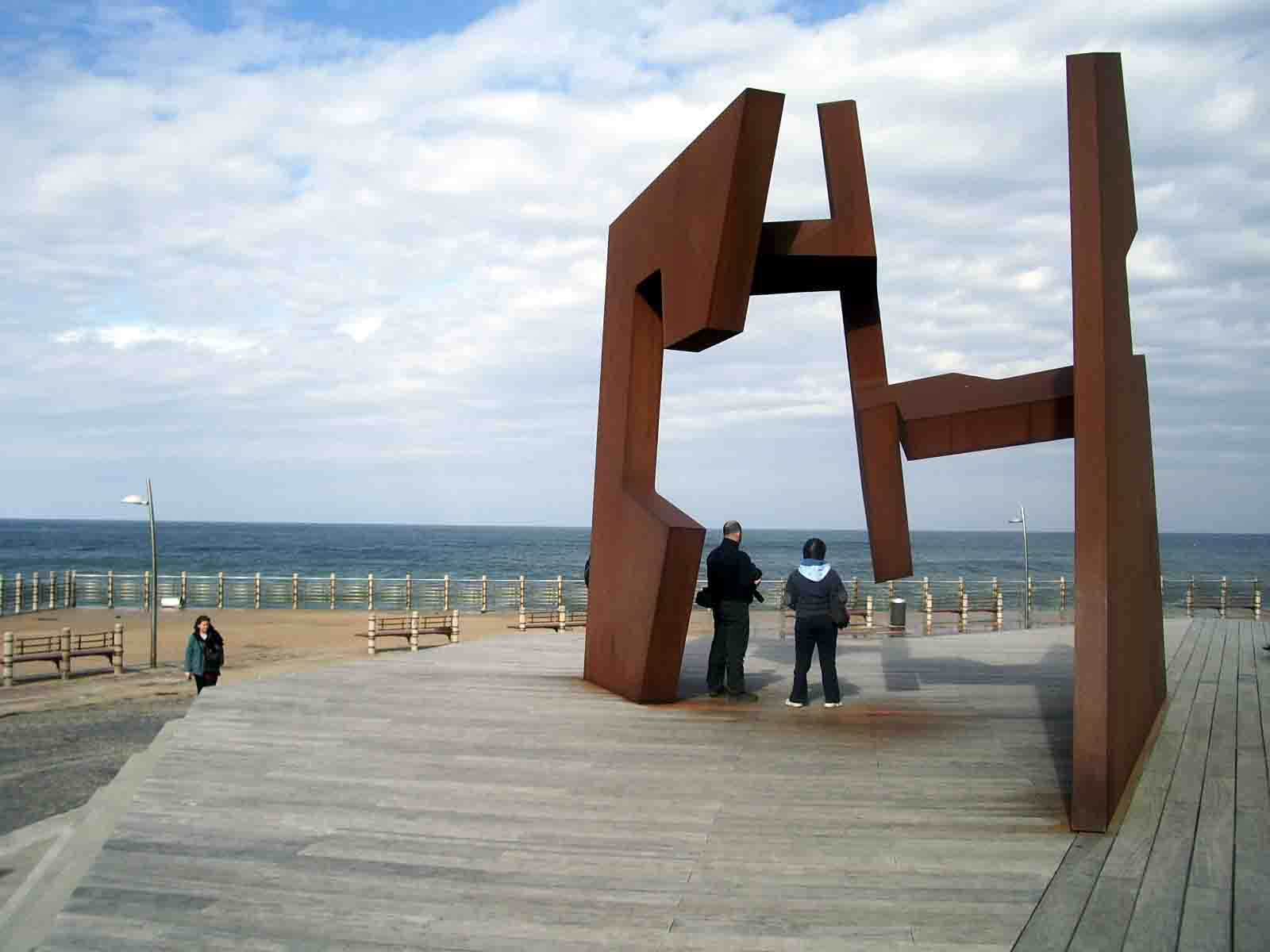
La sculpture dEraikuntza hutsa à Saint-Sébastien

Jorge Oteiza Embil naît le 21 octobre dans la maison Hendaia à Orio (Guipuscoa) village d'origine de ses grands-parents maternels, il sera baptisé à l'église San Nicolás. Son père, originaire de la ferme Olabezeta à Azkoitia bien que sa famille était d'origine navarraise.
Auteur d'œuvres comme la sculpture de la basilique Notre Dame d'Arantzazu (1947-1971), la maternité de l'école professionnelle de Buitrago (municipalité de la province de Soria dans la communauté autonome de Castille-et-León) (1973), la figure pour le retour à la mort. En 1959 il abandonne la sculpture. Auteur d'essais (Quosque tamdem 1963), de poèmes et un volume avec textes et eaux-fortes où il réfléchit sur l'art (Ley de cambio 1991).
Mélange d'archaïsme et d'avant-gardisme, il emploie aussi bien la pierre que le fer. Ses premiers travaux sont de type figuratif mais il évolue vers l'asbtractif. Le carré et la sphère sont pour Oteiza les figures basiques de sa réflexion sur la relation entre espace et volume.
Considéré comme le pionnier de la sculpture abstraite en Pays basque, Jorge Oteiza passera à l'histoire de l'art de ce siècle pour ses réussites sculpturales, réflexions théoriques autour de l'espace. Pour lui « l'expression du vide, l'occupation active de l'espace, doit se former par l'intermédiaire de la fusion d'unités formelles légères, celles-ci sont, dynamiques ou ouvertes et non par l'inoccupation physique d'une masse. »
Après son retour en Pays basque en 1948, son énergie vitale déclenche un débat et la rénovation de l'art basque via l'affirmation de son identité. Il fit partie de l'équipe 57. Il est l'auteur de nombreux textes et essais qui ont influencé les générations suivantes de sculpteurs basques parmi lesquels Nestor Basterretxea, Quosque tendem (cité plus haut), essai de L'Interprétation esthétique de l'âme basque (1963) qui suscita un grand intérêt et sa suite Exercices spirituels dans le tunnel (1983). Dans ses écrits Oteiza pose les questions basiques de l'art, la sculpture du XXe siècle et ses principaux représentants. De forte personnalité et polémique dans ses critiques, dirigées surtout contre l'hispanisation du pouvoir culturel institutionnel, son œuvre se rapproche de l'art primitif dans le sens religieux et moral. Dans les années 1950, il arrive à une maturité artistique puis, entre 1958 et 1959, finalise sa carrière de sculpteur par ses connaissances Boîtes et Sphères vides. En 1957 il reçoit le prix international de sculpture à la biennale de São Paulo.
En 1985, il reçoit la Médaille d'or du mérite des beaux-arts par le Ministère de l'Éducation, de la Culture et des Sports puis en 1988 le prix Prince des Asturies des arts.
Il meurt à l'âge de 94 ans.
Le musée Oteiza à Alzuza en Navarre, conserve la collection personnelle d'Oteiza qui l'avait léguée à la fondation dans laquelle intervient le gouvernement de Navarre. Elle est composée de 1 650 sculptures et 2 000 pièces issues de son laboratoire expérimental (Laboratoire des Craies, Laboratoire des Papiers...), en plus des nombreux dessins et collages.
En 2007, l'année même où les douze croix enlacées de bronze qui commémorent l'enterrement du sculpteur et de son épouse Itziar furent dérobées, la prestigieuse Documenta de Cassel (Hesse) exposa des œuvres sélectionnées du sculpteur, et des photographies de taille naturelle de son laboratoire de Tizas, près d'œuvres d'artistes du moment sous le titre Notre antiquité est-elle la modernité ?.

## Œuvres écrites
- (es) Quousque Tandem...! Ensayo de interpretación estética del alma vasca (es), 1963 (essai)
- (es) Dios existe al noroeste, 1990 (poèmes)
- (es) Ley de cambios, 1991 (textes et eaux-fortes)